# Принс, Алексис
Алексис Сейд Принс (англ. Alexis Sade Prince; родилась 5 февраля 1994 года, Джэксонвилл, штат Флорида, США) — американская профессиональная баскетболистка. Была выбрана на драфте ВНБА 2017 года в третьем раунде под общим двадцать девятым номером командой «Финикс Меркури». Играет в амплуа атакующего защитника.

## Ранние годы
Алексис родилась 5 февраля 1994 года в Джэксонвилле, самом крупном городе штата Флорида, дочь Моники Принс, у неё есть две сестры, Кристин и Зария, а училась она немного южнее, в городе Орландо, в средней школе Эджуотер, в которой выступала за местную баскетбольную команду.